# William Criss
William "Sonny" Criss (Memphis, Tennessee, Estats Units, 23 d'octubre, 1927 - Los Angeles (Califòrnia), 19 de novembre, 1977), va ser un músic de jazz nord-americà.
Intèrpret destacat del saxòfon alt durant l'era del bebop del jazz, va ser un dels molts músics influenciats per Charlie Parker.

## Biografia
William Criss va néixer Memphis i es va traslladar a Los Angeles als 15 anys. Després va passar a tocar en diverses bandes com "Howard McGhee's", que llavors comptava amb Charlie Parker.
Criss havia desenvolupat el seu propi to concís i blues en aquest punt, i encara que el seu estil bàsic no variava gaire, la seva habilitat amb l'instrument va continuar desenvolupant-se. No obstant això, va continuar a la deriva de banda en banda, i va enregistrar en alguns discos amb Johnny Otis i Billy Eckstine.
La seva gran ocasió li va arribar el 1947, en una sèrie de sessions improvisades organitzades per l'empresari de jazz Norman Granz. El 1956 va signar amb Imperial Records, amb seu a Nova York, i va gravar una sèrie d'àlbums com Jazz U.S.A, Go Man! i Sonny Criss interpreta Cole Porter amb el pianista Sonny Clark. Capitol, propietari dels enregistraments mestres, els va reeditar com a doble CD en el seu segell Blue Note l'any 2000. Criss també va gravar At the Crossroads amb el pianista Wynton Kelly.
"Prestige Records" va signar amb Criss el 1965, i va continuar gravant àlbums ben aclamats que estaven arrelats principalment en les tradicions del hard bop. Sonny's Dream va incloure arranjaments d'Horace Tapscott. Sessions posteriors es van gravar per a "Muse" i "Impulse".
El 1977, William Criss havia desenvolupat un càncer d'estómac i no va tornar actuar. Com a conseqüència d'aquesta afecció dolorosa, Criss es va suïcidar (un tret auto-infligit) el 1977, a la seva ciutat d'adopció de Los Angeles. No es va casar mai, però va tenir un fill, Steven Criss.

## Discografia
Com a líder

| - California Boppin (Fresh Sound, 1947) - Intermission Riff (Pablo, 1951 [1988]) - Jazz USA (Imperial, 1956) - Go Man! (Imperial, 1956) - Sonny Criss Plays Cole Porter (Imperial, 1956) - Sonny Criss at the Crossroads (Peacock, 1959) on CD as Featuring Wynton Kelly - Criss Cross (Imperial, 1963) compilation - Mr. Blues Pour Flirter (Brunswick [France] Records, 1963) - This Is Criss! (Prestige, 1966) - Portrait of Sonny Criss (Prestige, 1967) - Up, Up And Away (Prestige, 1967) - The Beat Goes On! (Prestige, 1968) | - Sonny's Dream (Birth of the New Cool) (Prestige, 1968) - Rockin' in Rhythm (Prestige, 1968) - I'll Catch the Sun! (Prestige, 1969) - The Best Of Sonny Criss: Hits of the '60's (Prestige, 1970) compilation - Live in Italy (Fresh Sound, 1974) - Saturday Morning (Xanadu, 1975) - Crisscraft (Muse, 1975) - Out of Nowhere (Muse, 1976) - Warm & Sonny (Impulse!, 1976) - The Joy of Sax (Impulse!, 1977) - The Sonny Criss Memorial Album (Xanadu, 1984) |

Com a sideman
Amb Dexter Gordon
- The Hunt (Savoy, 1947) també al Jazz Concert West Coast vols 1-3 (Savoy)

Amb Wardell Gray All Stars
- Wardell Gray Memorial, Vol. 2 (Prestige, 1950)

Amb Charlie Parker and Chet Baker
- Inglewood Jam (Fresh Sound, 1952)

Amb Buddy Rich
- The Wailing Buddy Rich (Norgran, 1955)
- The Swinging Buddy Rich (Norgran, 1955)
- The Cinch - quintet Live at Birdland - (1958)

Amb Lou Rawls i l'Onzy Matthews Big Band
- Tobacco Road (Capitol, 1963)

Amb Onzy Matthews
- Sounds For The '60's (Capitol, 1966)

Amb Esther Phillips i l'Onzy Matthews Orchestra
- Confessin The Blues (Atlantic, 1966)

Amb Hampton Hawes All Stars
- Live At Memory Lane (Fresh Sound, 1970)